# Plac 72 Pułku Piechoty w Radomiu
Plac 72 Pułku Piechoty w Radomiu – jeden z głównych placów miejskich w Radomiu, w kwartale ul. Jacka Malczewskiego (od wsch.), ul. Stanisława Wernera (od pn.), ul. Koszarowej i uli. Warzywnej (od płd.-zach.).
Dawny teren koszar zaborczych wojsk rosyjskich, po odzyskaniu niepodległości  w 1918 teren koszar 72 Pułk Piechoty im. Dionizego Czachowskiego.
Pośrodku placu stoi Mauzoleum płk. Dionizego Czachowskiego, którego pierwotną lokalizacją był skwer przed kościołem O.O. Bernardynów. Na czterech ścianach pomnika umieszczono nazwy miejscowości związanych z przeprowadzonymi przez pułkownika bitwami. Miejsce rocznicowych uroczystości organizowanych przez władze miejskie.
Na odcinku ul. Malczewskiego, bezpośrednio przylegającym do Placu 72 Pułku Piechoty znajduje się przystanek komunikacji miejskiej, m.in. linii autobusowej nr 9.
Część placu zajmuje również skwer zieleni.

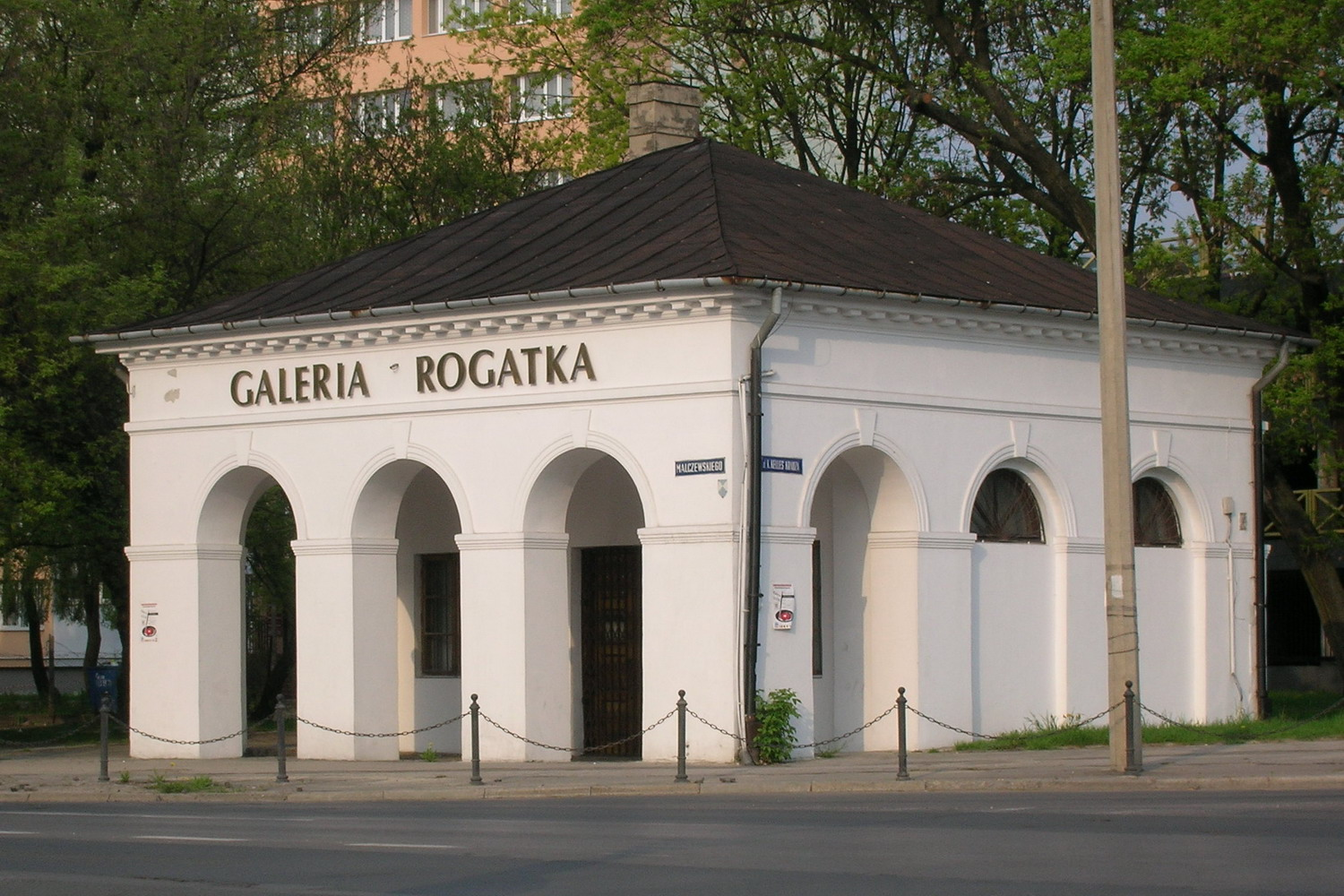
Galeria „Rogatka” prowadzona przez Wydział Sztuki UTH

W bezpośrednim sąsiedztwie placu znajdują się Hala Targowa "Korej" oraz dawna rogatka miejska, w której wystawiane są prace artystyczne studentów Uniwersytetu Technologiczno-Humanistycznego im. Kazimierza Pułaskiego w Radomiu.

## Literatura
- Elżbieta Orzechowska, Aresztowania wśród duchowieństwa Diecezji Radomskiej w dobie powstania styczniowego" (1863-1866)", w: "Studia Sandomierskie nr 7 (1997-2000), Sandomierz 2000, ISBN 83-7300-032-1.
- Sebastian Piątkowski, Radom – zarys dziejów miasta, Radom 2000, ISBN 83-914-912-0-X.
- Stanisław Przybyszewski, "72 Pułk Piechoty im. Pułkownika Dionizego Czachowskiego" (Seria: Zarys historii wojennej pułków w kampanii wrześniowej), wyd. Ajaks, 2003, ISBN 83-88773-88-7.